# Antonio Asensio Pizarro
Antonio Asensio Pizarro (Barcelona, 11 de junio de 1947-Madrid, 20 de abril de 2001) fue el fundador del importante grupo de comunicación Grupo ZETA.

## Biografía
Aunque estudió Ingeniería Industrial, con tan solo 18 años empezó a trabajar como redactor en la sección de deportes de El Correo Catalán. Tras la muerte de su padre (1965), el joven Asensio —estudiante de Ingeniería Técnica— se hizo cargo del negocio familiar, un taller de fotocomposición y mecánica llamado Carmelo Asensio SA, con cuatro trabajadores a su cargo. Casado con Chantal Mosbah, tuvo cuatro hijos: Ingrid, Jessica, Jennifer y Antonio.

### Trayectoria
En marzo de 1976, funda el Grupo ZETA con un capital social de tan solo 500 000 pesetas y dos meses después salía a la venta el primer ejemplar del que sería el buque insignia del grupo, el semanario Interviú. Tras el éxito de ese lanzamiento, el negocio editorial se fue expandiendo y comenzaron a editarse Tiempo, Panorama, Viajar, Conocer, La Voz de Asturias y sobre todo, El Periódico de Catalunya desde el 26 de octubre de 1978. En 1986 adquiere además la Editorial Bruguera que reconvierte en Ediciones B.
A finales de la década de 1980 intentó una ampliación del negocio al ámbito audiovisual y, junto al empresario estadounidense Rupert Murdoch optó a una de las concesiones de nuevas cadenas privadas en España, con un proyecto llamado Univisión-Canal 1 aunque no lo consiguió. En 1992, Asensio adquirió una participación accionarial que le permitió controlar la gestión de Antena 3, cuando esta cadena registraba un índice medio de audiencia de solo el 13 %. En los dos años siguientes Asensio convirtió a Antena 3 en la cadena de televisión privada líder en España. Presidió la compañía hasta la entrada de Telefónica en 1997. En julio de 1998, el grupo Zeta gestionó el lanzamiento del periódico de difusión nacional La Razón.
Se hizo con el Hércules Club de Fútbol, el Málaga Club de Fútbol y el Real Club Deportivo Mallorca, a cuya ciudad deportiva da nombre.
Falleció en la clínica Rúber de Madrid en abril de 2001 a causa de un tumor cerebral que le mantuvo en coma durante los últimos meses de su vida.
En 2001, recibió a título póstumo la Gran Cruz de la Orden del Mérito Civil. Anteriormente había sido Catalán del Año en 1982, miembro asambleísta del Comité Organizador de los Juegos Olímpicos de Barcelona y miembro de la Fundación Barcelona Olímpica 92.
Padre de cuatro hijos: Ingrid  (casada con el exfutbolista Fernando Sanz), Jessica, Antonio Asensio Mosbah (que entró en el Consejo de Administración del Grupo con tan solo 18 años) y Jennifer (adoptada en China).